# Carolina de Soto y Corro
Carolina de Soto y Corro González (Sevilla, 22 de setembre de 1860 - ?) va ser una poetessa, dramaturga, narradora i articulista espanyola.
Va ser una escriptora molt polifacètica, treballant tots els gèneres literaris i utilitzant una gamma de pseudònims, molt variada, per signar les seves obres (Emma Foraville, Condesa de Montalbán, Una Hija de Nazaret, entre altres). És considerada com una de les autores més brillants de la literatura femenina espanyola entre els segles XIX i XX, tant per l'extensió, qualitat i de la seva obra, com per la seva diversitat. Va ser una escriptora conservadora i amb forts sentiments religiosos, que es va mostrar sempre preocupada per l'educació de la dona i segura de la seva capacitat per portar endavant qualsevol empresa.

## Biografia
Carolina de Soto y Corro era filla de José de Soto y Corro i Dolores González Renero, i malgrat néixer a Sevilla, al cap de poc temps es va traslladar juntament amb la seva família a Jerez de la Frontera, on va residir fins als vint-i-sis anys.
Malgrat la seva condició de dona i l'època en la qual va néixer, va rebre una completa educació, la qual cosa li va permetre desenvolupar la seva vocació innata per a la literatura. Aquesta educació li va permetre arribar a fundar i dirigir la prestigiosa revista Asta Regia, en companyia del seu amic poeta i distingit lletrat Fernando de Lavalle i amb ajuda de diversos joves escriptors, un setmanari dedicat a les Ciències, les Lletres i les notícies d'interès local l'any 1880.
Se sap que amb tan sols onze anys va escriure una comèdia dramàtica que va estrenar amb una companyia infantil i que les seves primeres composicions poètiques les va publicar en “El Guadalete”, periòdic polític literari que es va publicar a Jerez de la Frontera diàriament entre 1852 i 1936.
La família es trasllada en 1886 a Madrid, i Carolina passa a dedicar-se plenament al cultiu de la literatura.
La major part de la seva obra es va publicar en diferents periòdics i revistes, de la seva època, en els quals va mostrar una gran quantitat de composicions poètiques i uns pocs articles periodístics. La major part de les col·laboracions en la premsa periòdica van aparèixer en l'esmentada revista Asta Regia, de Jerez de la Frontera; però va ser col·laboradora assídua en Flores y Perlas (de Madrid) i en Álbum Ibero-Americano (també de la capital d'Espanya). Algunes de les seves obres es van publicar a El Guadalete (Jerez, 1875), El Boletín Gaditano (1879), El Diario de Cádiz, El Eco de Andalucía (Sevilla, 1880), El Noticiero Sevillano (1882), El Renacimiento (de Sevilla), El Diario de Córdoba (1884), Revista Malacitana (Màlaga, 1885), La Voz de la Patria (Madrid, 1888), El Liberal (Palma, 1892; Alacant, 1894), El Diario de Ávila (1905), La Monarquía (Sevilla, 1906), El Heraldo Andaluz (Madrid, 1907), El Debate (1914), El Imparcial (Madrid), La Semana Literaria (Madrid) y La Ilustración (Barcelona).

## Obra
Aquesta autora va ser una gran polifacètica i va treballar tant la poesia, com la narració, la novel·la o el teatre. La seva producció dramàtica està formada fonamentalment per les peces de teatre infantil, moltes de les quals va escriure en col·laboració amb l'escriptora jiennense María del Pilar Contreras. Es tracta d'unes obres de poca qualitat literària i molta doctrinal, dirigides a un públic molt concret: les alumnes de centres d'estudi religiosos. S'escrivien en versos ripiosos i altisonants, amb el qual es facilitava la memorització, amb ocupació abusiva de certs recursos retòrics com l'al·legoria i la personificació. Les peces anaven acompanyades per música, en moltes ocasions composta per la mateixa María del Pilar Contreras. Es tractava d'obres de propaganda ideològica del conservadorisme cristià, escrites contra el Modernisme de l'època, i com a rebuig a qualsevol manifestació de la ideologia progressista com podia ser les noves modes en la indumentària, l'ensenyament laic, llibrepensament, a l'alliberament de la dona, entre d'altres.
Aquestes obres es van publicar en sis toms de teatre infantil, entre 1911 i 1917 i els seus títols són: Compasión, Los colores, Pasado y presente, Por el mapa, Un émulo de Frégoli, ¡Así nos juzgan!, La fea, Predestinada, Tríptico, El orfeón infantil, El triunfo del bien, La danza del premio, El óbolo de la viuda, Las potencias del alma, La cestera, La noticia del ángel, El milagro de las rosas, La imitadora, La Mensajera, La niñez de Santa Teresa, Miss Ketty, Abejas y zánganos, La lechera, Las hormigas y Los pájaros cantores, Un congreso de ratones.
Altres obres d'aquest mateix estil es van publicar a la Impremta de la Vídua d'A. Álvarez a Madrid entre 1914 i 1919, els títols del qual van ser: La buena obra, Los vencedores, Pasado, presente y futuro, Los niños malos, Los santos médicos, Un premio a la virtud, Los niños toreros, Don Jenaro Matamoros, El cocinero de Mister John, Paco el Trianero, Monedas y billetes  i Los tres defectos de Rita.
A banda de les seves produccions dramàtiques escrigué els següents títols:
- Corona a Santa Teresa de Jesús (Jerez: Impremta del Guadalete, 1884). Poesia.
- El santo de la aldea (Jerez: Impremta del Guadalete, 1885). Poema dedicat al seu primer José Rodríguez González.[7]
- El terremoto de Andalucía antes y después de ocurrir en las provincias de Granada y Málaga, la noche del 25 de diciembre de 1884 (Jerez: Impremta del Guadalete, 1885). Obra prologada per don Nicolás Latorre.[8]
- Álbum de boda (Madrid: Successors de Rivadeneyra, 1887) Poesia. Llibre que tracta sobre el matrimoni encara que ella mai va estar casada.[5]
- El diablo en el púlpito (Madrid: Establiment Tipogràfic dels Successors de Rivadeneyra, 1889). Poema dedicat a don Antonio González.[7]
- El faro de la virtud. Llibre de lectura per a les escoles (Jerez: Impremta del Guadalete, 1887). La introducció és de don Alejandro Corrals, director del Seminari d'Escola Pia de Sanlúcar. Text declarat de lectura escolar obligatòria, per Real Ordre de 20 de desembre de 1886.
- Americanistas ilustres (Madrid: Impremta de José Perales, 1890).
- Colón y América (Madrid: Llibreria Fernando Fe, 1892). Poema històric.
- Vicios y virtuddes (Alacant: Establiment Tipogràfic d'A. Ganga, 1894). Col·lecció de contes i novel·les que, s'havien publicat amb anterioritat al diari L'Imparcial. Conté els següents títols: "Contra supèrbia, humilitat", "Contra avarícia, largueza", "Contra luxúria, castedat", "Contra ira, paciència", "Contra gula, temprança", "Contra enveja, caritat", "Contra mandra, diligència".
- Bígamo (Alacant: Establiment Tipogràfic d'A. Ganga, 1895). Novel·la original de Carolina Soto i Rollo.
- Glorias de los Alfonsos Reyes de España (Madrid: Impremta de l'Asil d'Orfes, 1902). Col·lecció de romanços històrics.
- La conquista de Cádiz (Madrid: Impremta de l'Asil d'Orfes, 1907). Llegenda cavalleresca, que va aconseguir el Premi de l'Associació d'Escriptors i Artistes de Cadis.
- Homenaje al Príncepe de Asturias (Madrid: Impremta de l'Asil d'Orfes, 1907). Poema escrit amb motiu del naixement del Príncep d'Astúries el 10 de maig de 1907.
- Odas, poemas, leyendas (Madrid: Impremta de l'Asil d'Orfes, 1907). Dedicada a Victoria Eugenia de Battenberg.
- Cuento de Reyes (Madrid: Impremta d'Antonio Álvarez, 1908). Poema.
- Mauca (Madrid: Impremta Clàssica Espanyola, 1917). Obra que es va veure ampliada per una carta del poeta Manuel Machado.

## Premis i reconeixements
Des de molt prompte, pràcticament des del seu trasllat a Madrid el 1886, Carolina comença a guanyar premis literaris i a ser reconeguda com una gran literata, la qual cosa es posa en relleu el fet de ser nomenada com a Sòcia d'Honor de la Asociación de Escritores y Artistas de Cádiz; admesa com a membre del Centro Mercantil de Sevilla, de la Il·lustració Obrera de Tarragona, de la Real Academia de Buenas Letras de Sevilla i del Centro Instructivo y Protector de Ciegos de Madrid; a més, va ser nomenada Sòcia Corresponent de la Real Academia de Buenas Letras de Cadis, i de la Junta Poética Malacitana.
Entre altres rebé aquests premis:
- Premi de la Asociación de Escritores y Artistas de Cadis, concedit el 1878 a la seva llegenda "La conquista de Cádiz".
- Premi de la Sociedad Económica de Amigos del País de Cadis, que se li va atorgar el 1879.
- Premi de la Academia Gaditana de Ciencias y Artes, collit el 1880.
- Guardó atorgat el 1887 per la Organitzación del IV Centenario de la Reconquista.
- Premi atorgat el 1888 per la Biblioteca Nacional per la seva obra Poetas andaluces contemporáneos.[7]
- Primer Premi dels Jocs Florals celebrats a Ourense el 1901.